# Ophioschiza
Ophioschiza is een geslacht van slangsterren uit de familie Ophiomyxidae.

## Soorten
- Ophioschiza monacantha H.L. Clark, 1911